# Italiotas
Los italiotas (en griego antiguo Ὶταλιῶται, Italiōtai) fueron un pueblo prerromano grecoparlante que vivía en la península itálica, ocupando el territorio costero comprendido entre el golfo de Nápoles (donde se encontraban colonias griegas como Parténope, Pitecusas, Cumas, Poseidonia, etc) y el golfo de Tarento (donde destacaban ciudades griegas como Taras, Síbari, Metaponto, Kalípolis, etc), así como en buena parte de las zonas costeras de Sicilia (los grecoparlates de Siclia eran conocidos como siciliotas). En época prerromana el conjunto de estas ciudades grecófonas del sur de Italia era conocido como Magna Grecia.
Después de ser incorporados a la Italia romana, durante el primer periodo republicano, y sobre todo a partir del siglo III a. C., los italiotas difundieron la cultura y la lengua griega en Roma y en buena parte de Italia, en detrimento del latín de los conservadores romanos como Catón el Viejo. En ese momento se pasó a llamar «italiota» a las itálicos de lengua griega, diferenciándolos así de los demás pueblos itálicos hablantes otras lenguas indoeuropeas autóctonas de Italia (lenguas itálicas), como el latín o el osco, así como de los itálicos hablantes otras lenguas autóctonas de la península pero preindoeuropeas, como los etruscos o los ligures.
En época prerromana, las poderosas polis griegas del sur de Italia y de Sicilia, como Siracusa, Rhegion, Locri, Kroton, etc, mantuvieron fuertes lazos culturales y comerciales con todo el Mediterráneo oriental.
Los italiotas tradujeron e introdujeron la poesía épica en la cultura romana a través de leyendas como la Odisea, e hicieron de Ulises un héroe romano. Tradujeron también numerosas obras de ciencia y técnicas griegas de cerámica y otros objetos manufacturados que adquirieron mucha popularidad. El bilingüismo (griego y latín) fue la regla entre los nobiles durante toda la época romana. Este fenómeno aumentó ulteriormente con la conquista de Grecia y el aflujo de greco-orientales (desde Grecia y Anatolia) en Italia.
Durante la República romana y el Imperio romano, los italiotas (es decir, los descendientes de los antiguos pobladores griegos) conservaban todavía ciertas diferencias culturales y lingüísticas en comparación a los demás habitantes itálicos (no griegos) del centro y del sur de Italia. Los actuales grikos del sur de Italia son sus descendientes.